# 日中学院
座標: 北緯35度42分16.7秒 東経139度44分51.7秒 / 北緯35.704639度 東経139.747694度
日中学院（にっちゅうがくいん）は、日本の中国語の専修学校。1951年創立。創立者は倉石武四郎で、創立時の学校名は、《倉石中国語講習会》であった。日中友好会館の事業として付設されている。1989年から「日中学院・倉石賞」を設置、2012年に創立60周年を迎えた。

## 設置学科
- 中国語本科(2年制)
- 中国語本科研究科
- 中国語別科
- 日本語科

## 所在地
- 東京都文京区後楽1-5-3

## 著名な教員
- 倉石武四郎
- 安藤彦太郎
- 藤堂明保
- 新島淳良

## 出身者
- 遠藤光暁（中国語学者、青山学院大学教授)
- 井川博年（詩人)